# Toilettenpapierfaltung in Hotels

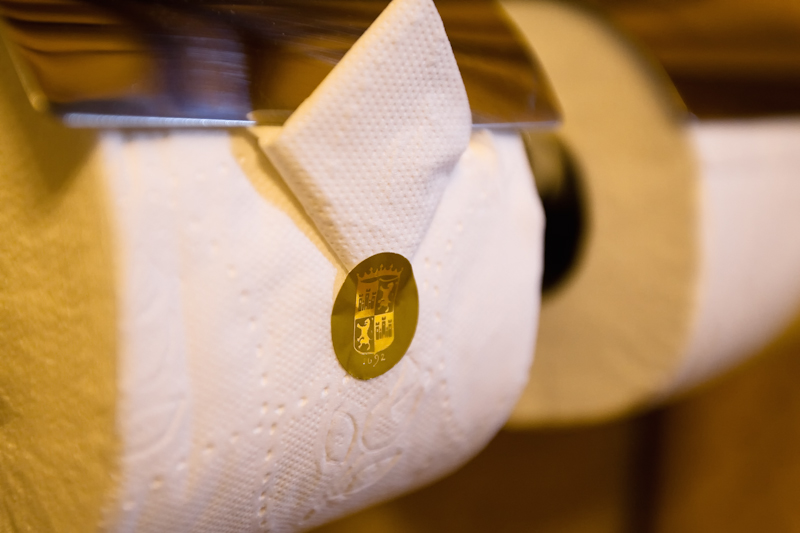
Gefaltetes, versiegeltes und abgedecktes Toilettenpapier im Hotel Monasterio, 2009

Das Falten von Toilettenpapier in Hotels ist ein gebräuchliches Vorgehen in Hotels weltweit, um dem Gast anzuzeigen, dass das Badezimmer gereinigt wurde.
Üblicherweise geschieht das Falten so, dass ein Dreieck oder „V“-Muster aus dem ersten Blatt einer Toilettenpapierrolle gefaltet wird. Oft werden die beiden Ecken des ersten Blattes symmetrisch hinter das Papier gesteckt, sodass sich am Ende der Rolle eine Spitze ergibt. Es werden aber auch ausgeklügeltere Muster wie Segelboote und sogar Blumen auf diese Art und Weise hergestellt, was auch Toilettenpapier-Origami oder Toilegami genannt wird.

## Verbreitung
Der Vorgang wird von Hotels weltweit praktiziert, wie der britische Fotograf Stephen Gill, der ein Buch mit Bildern gefalteten Toilettenpapiers aus verschiedenen Ländern veröffentlichte, anmerkt.

## Gründe
Der Vorgang hat laut David Feldman den Zweck, dem Kunden zu signalisieren, dass sein Hotelzimmer gereinigt wurde. Laut Feldman stammt diese Aussage von allen der zahlreichen großen Hotelketten, die er kontaktiert hatte.